# Vittorio Alfieri
Niccolò Vittorio Alfieri (Asti, 16 de janeiro de 1749 − Florença, 8 de outubro de 1803) foi um poeta e dramaturgo italiano, considerado o "fundador da tragédia italiana". 

## Vida
Vittorio Alfieri era filho de pais ricos e ilustres. Seu pai, o conde Antonio Alfieri, morreu cedo, após o que foi criado por sua mãe até 1758. Seu tio então o mandou para a academia militar de Turim, onde recebeu apenas uma educação ruim. De 1766 a 1772, ele fez longas viagens pela Europa. Depois de retornar a Turim, ele viveu nesta cidade como um nobre ocioso e, por ódio a qualquer coerção, não seguiu a carreira militar. Em seguida, ele se voltou para a ocupação literária e escreveu sua primeira tragédia em 1774, Antonio e Cleopatra. O sucesso de suas tentativas dramáticas fortaleceu sua crença em seu destino poético. Ele compensou a falta de escolaridade, aprendeu latim e foi para a Toscana em 1776 para aprender italiano puro. Em Florença, em 1777, ele conheceu Luísa de Stolberg-Gedern (1752–1824), esposa do pretendente inglês ao trono, Carlos Eduardo Stuart, e sentiu uma profunda afeição por ela.
Para ser totalmente independente e poder ficar em Florença, Alfieri deixou sua fortuna e bens em Turim em troca de uma pensão para sua irmã, a condessa Cumiana. Em 1780, a condessa de Albany deixou seu marido, que supostamente a havia tratado com violência, e viveu por algum tempo em um mosteiro em Roma. Alfieri a seguiu até lá e agora morava com ela. Em Roma, ele também completou 14 tragédias, algumas das quais foram acrescentadas posteriormente. Em consideração à reputação da namorada, ele deixou Roma novamente e viajou pela Itália em 1783. Depois de voltar de uma viagem à Inglaterra em 1785, ele foi até a condessa de Albany em Colmar, na Alsácia, para onde ela havia se mudado. Ele então viveu com ela alternadamente na Alsácia e em Paris, mas a partir de 1787 apenas na capital francesa.
Quando a Revolução Francesa estourou em 1789, Alfieri estava na Inglaterra e voltou para Paris. Como um republicano fervoroso, ele inicialmente saudou a revolução com entusiasmo e celebrou a tomada da Bastilha em uma ode. No entanto, os acontecimentos dos anos seguintes, em particular a tempestade das Tulherias em 10 de agosto de 1792, mudaram sua mente e, em 1792, ele não deixou a França sem perigo. Primeiro ele estava procurando pela Bélgica mas depois voltou para Florença com sua parceira, onde passou a última década de sua vida com ela. Sua propriedade deixada em Paris foi confiscada pela convenção, e ele também perdeu grande parte do restante de sua propriedade, que havia sido colocada em fundos franceses. Desde então, nutre um ódio irreconciliável pelos franceses, que se intensifica pelos acontecimentos que se seguiram na sua pátria e que exprime de forma eloquente no seu Misogallo, que surgiu apenas dez anos após a sua morte. Ele ainda escrevia muito e tentou com sucesso aprender a língua grega. O trabalho excessivo o deixou doente e ele passou os últimos anos com gota sofrimento, em um estado de espírito sombrio, isolado do mundo. Ele morreu em Florença em 1803 com 54 anos. Lá suas cinzas foram enterradas na igreja de Santa Croce sob um magnífico túmulo criado por Canova. Uma estátua de Bini foi erguida para ele em Asti em 1862.
Suas tragédias clássicas e estritamente formais foram permeadas pelas idéias republicanas de liberdade do final do século XVIII e sua repulsa por todas as formas de tirania. Como resultado, as obras deste Iluminismo tiveram uma grande influência no movimento de liberdade italiano do século XIX, o Risorgimento. Ele é considerado o inventor da mecânica do bonde.

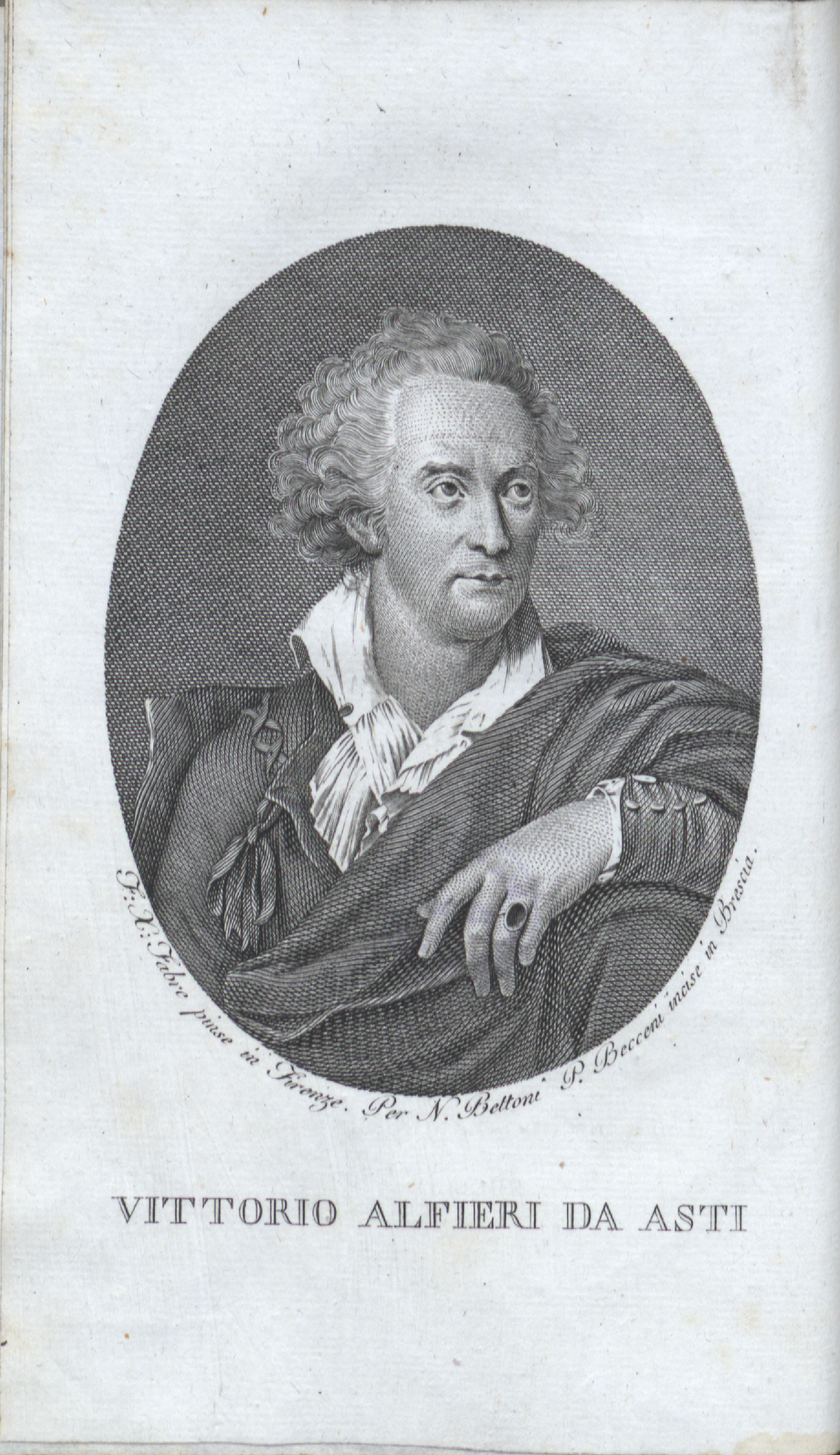
Vorderseite der Werke von Alfieri, Ausgabe 1809

## Contribuição para a literatura italiana
É com seus dramas que Alfieri deve principalmente a alta reputação que alcançou. Antes de sua época, a língua italiana, tão harmoniosa nos Sonetos de Petrarca e tão enérgica na Comédia de Dante, era invariavelmente lânguida e prosaica no diálogo dramático. As tragédias pedantes e inanimadas do século XVI foram seguidas, durante a Idade do Ferro da literatura italiana, por dramas em que a extravagância nos sentimentos e a improbabilidade na ação eram as principais características. O sucesso prodigioso do Meropede Maffei, que surgiu no início do século XVIII, pode ser atribuído mais a uma comparação com tais produções do que ao mérito intrínseco. Nessa degradação do gosto trágico, o surgimento das tragédias de Alfieri foi talvez o acontecimento literário mais importante ocorrido na Itália durante o século XVIII.

## Trabalhos
- 22 tragédias, incluindo Antonio e Cleopatra (1775), Filippo (1783) e Sofonisba (1789)

- Vita di Vittorio Alfieri. Rizzoli, (autobiografia)
- Opere. Casa d’Alfieri, (40 vol.).
- Lettere Inedite Di Vittorio Alfieri Alla Madre, a Mario Bianchi, E a Teresa Mocenni

## eBooks
- Agide (eBook) (IT)
- Octavia: Tragédia em 5 atos (eBook) (PT)
- Sofonisba (eBook) (IT)